# Hans Povelsson Paus
Hans Povelsson Paus, född 1656 i Hjartdal, död 18 mars 1715 i Kviteseid, var en norsk präst och diktare.
Han växte upp i Hjartdal som son till kyrkoherden Povel Pedersson Paus (1625–1682) och utbildades till teolog vid Köpenhamns Universitet. Han var präst i Kviteseid från 1683 till sin död 1715. Fram till 1700 var han kaplan hos kyrkoherden och prost Amund Morland, men fungerade i många år som "den verkliga kyrkoherden" som ansvarade för nästan alla kyrkliga handlingar och ärenden. Han gifte sig 1689 med Morlands nittonåriga dotter Susanne. När svärfadern avled 1700 efterträdde han honom som kyrkoherde, en position han hade fått ett förväntansbrev på redan 1683, förmodligen redan då med en förväntan om att senare gifta sig med Morlands dotter. Svärfadern hade 1655 efterträtt Hans Paus farfar Peder Povelsson Paus i ämbetet, och hade i sitt första äktenskap varit gift med änkeprostinnan Johanne Paus, Hans' farmor. Susanne var dotter till Morlands andra hustru Åse Christensdatter, dotter till godsägarna Christen Andersen och Anne Gundersdatter på Borgestad gård. Typiskt för tidens ämbetsmän kombinerade Hans Paus ämbetsutövningen med en omfattande affärsverksamhet, särskilt inom trävaruhandeln i samarbete med svärfadern Morland. Han köpte också flera gårdar i Kviteseid.
Paus var omtyckt i Kviteseid och lärde sig dialekten där. Han är särskilt ihågkommen för att ha diktat visan Stolt Anne (ca. 1700) på kviteseiddialekt; visan beskrev böndernas kärlek till Anne Clausdatter på Borgestad gård i Skien, som var hans hustrus kusin och hans egen syssling. Den blev en populär folkvisa i Telemark och var första gången telemål användes i skrift; Anne gav honom som "skaldelön" ön Bukkøy för dikten. 12 verser av visan ingår i Magnus Brostrup Landstads Norske Folkeviser (1853). Släktingen Henrik Ibsen parafraserade senare visan i titeln och inledningsverserna i pjäsen Fru Inger till Østeraad. Han var bror till häradshövding i Øvre Telemark Cornelius Paus (1662–1723) och far till bland andra häradshövding i Øvre Telemark Peder Paus (1691–1759). Det finns målade porträtt av Hans (1685) och hustrun Susanne (troligen runt 1690) som ägs av efterkommande i familjen Løvenskiold.